# ENDLESS LESSON
『ENDLESS LESSON』(エンドレス・レッスン)は鬼束ちひろのライブ映像作品。

## 解説
前作『HOTEL MURDERESS OF ARIZONA MY GUN』から5年ぶりのライブ映像作品となり、東京中野サンプラザホールでのバンドセットライブ、そして追加公演のZepp DiverCity (Tokyo)でのピアノとボーカルのみのアコースティックライブと、同一楽曲を異なる装いで観客を魅了した2公演を収録した2枚組。

## 収録曲
収録内容（Blu-ray&DVD共通）：
Disc 1
LESSON 1 “FLAME” ~Live at 中野サンプラザホール on July 12, 2017~
Disc 2
LESSON 2 “ROSE” ~Live at Zepp DiverCity (Tokyo) on July 18, 2017~

収録曲（Disc 1&2共通）：
1. good bye my love
2. 碧の方舟
3. Sweet Hi-Five
4. BORDERLINE
5. 蛍
6. 陽炎
7. 流星群
8. 眩暈
9. 夏の罪
10. 帰り路をなくして
11. ラストメロディー
12. X
13. 悲しみの気球
14. シャンデリア
15. ULTIMATE FICTION
16. 弦葬曲
17. 月光
18. 火の鳥